# Фрімен Фрімен-Томас
Фрі́мен Фрімен-То́мас (англ. Freeman Freeman-Thomas); 12 вересня 1866, Перт, Шотландія — 12 серпня 1941, Англія) — політик, дипломат, 13-й Генерал-губернатор Канади та 32-й Генерал-губернатор Індії.

## Біографія
Фрімен народився в Англії, навчився Ітонський Коледж і пізніше завершив навчання ступенями закон від Кембриджського університету. у 1900 р. Фрімен був обраний до Великобританського парламенту.
В р. 1910 Фрімен присуджував титул 'Барон Вілінгтон Ратона' (англ. Baron Willingdon of Ratton) в графства Суссекса. В наступному році присуджував титул 'Лорд-Служви' (англ. Lord in Waiting) від Георг V король Великої Британії за служби великобританського парламенту.
В р. 1913 Фрімен назначено 'Корлівсько-Губернатор Бомбей' (англ. Crown Governor of Bombay); йому присуджувало
'Орден Індіянської Імперії — Лицар Великого Командир' (англ. Order of the Indian Empire as a Knight Grand Commander).
Під час Першої Святої Війни Фрімен влаштовував ставлення поранених солдатів з
'Битви Месопотамії' (англ. Mesopotamian campaign).
Фрімен було один найперше зустрічати Магатма Ґанді, після Ґанді повертався із Південній Африці до Індії. Фрімен написав про Ґанді — «Чесний, але Більшовик. Він безпечний».
В р. 1918 Фрімен присуджував 'Орден Зірка Індії — Лицар Великого Командир' (англ. Order of the Star of India as a Knight Grand Commander).
У р. 1919 Фрімен назначено 'Губернатор Мандраса' (англ. Governor of Madras) обіймав цю посаду доки 1924 Фрімен повертався назад до Англії і присуджував титул 'Висойнт Вілінгтон' (англ. Viscount Willingdon).
У р. 1926 Фрімен назначено Генерал-губернатор Канади, обіймав цю посаду доки р. 1931. Фрімен дарував 'Кубок Вилингтон' (англ. Willingdon Cup) — Канадський Аматор-Гольф Конкуренція.
У р. 1931 Фрімен присуджував титул Граф Вілінгтон і Віконт Ратендонь" (англ. Earl of Willingdon and Viscount Ratendone); назначено Генерал-губернатор Індії, обіймав цю посаду доки р. 1936.